# Stegodyphus mimosarum
Stegodyphus mimosarum är en spindelart som beskrevs av Pietro Pavesi 1883. Stegodyphus mimosarum ingår i släktet Stegodyphus och familjen sammetsspindlar. Inga underarter finns listade i Catalogue of Life.